# Герои не плачут (фильм, 1984)
Геро́и не пла́чут» (иер. трад. 英雄無淚, упр. 英雄无泪, кант.-рус.: Ин хун моу лёй, англ. Heroes Shed No Tears) — гонконгский драматический боевик, вышедший в прокат в 1984 году, снятый Джоном Ву по собственному сценарию. Главные роли исполнили Эдди Коу и Лам Чинъин.

## Сюжет
Тайское правительство нанимает группу китайских наёмников во главе с Чаньчуном, чтобы схватить влиятельного наркобарона в зоне «Золотого треугольника» неподалёку от границы Вьетнама и Лаоса. Наёмникам удаётся захватить бандита, но его люди бросаются в погоню освободить своего человека. По пути группа китайцев передвигается по территории Вьетнама, где сталкивается с вьетнамским полковником и его людьми. Чаньчун и его команда вынуждены отбиваться от двух группировок преследователей, защищая при этом жену и сына Чаньчуна, которых ему пришлось взять с собой в ходе выполнения миссии.

## В ролях
| Актёр           | Роль                  |
| --------------- | --------------------- |
| Эдди Коу        | Чаньчун               |
| Лам Чинъин      | вьетнамский полковник |
| Чинь Ютсан      | Лоучинь               |
| Лау Чхаусан     | Чхаусан               |
| И Хе Сук        | Джули                 |
| Филлип Лоффредо | Луис                  |
| Сесиль Ле Байи  | француженка           |

## Производство
Закончив работу над фильмом «Разноцветная Лам Ачань» (1982), режиссёр Джон Ву приступил к следующему проекту под английским названием The Sunset Warrior. Ву был недоволен сотрудничеством с производственной компанией Golden Harvest, сказав, что он «просто хотел снять для них какой-нибудь фильм, чтобы выполнить контракт». Режиссёр посчитал сценарий довольно простым и внёс туда изменения, чтобы сделать его более эмоциональным.
Фильм был снят в Таиланде. Среди актёрского состава и съёмочной группы были те, кто не говорил по-английски: три корейских, два французских актёра (Филлип Лоффредо и Сесиль Ле Байи), а также японский оператор-постановщик. Итоговая версия фильма включала сцены секса и употребления наркотиков, которые не были сняты Джоном Ву.

## Выпуск
После окончания работы, фильм был отложен. Ву говорил, что фильм местами был очень эмоциональным, в чём-то был столь же жестоким, как и фильм ужасов, и что в нём не было ни одного популярного актёра. В 2004 году Ву заявил, что он не видел фильм в готовом виде.
После успеха другого фильма Джона Ву, «Светлое будущее» (1986), фильм под английским названием Heroes Shed No Tears был выпущен в гонконгский кинопрокат на одну неделю: премьера картины состоялась 5 сентября 1986 года, а завершился прокат 11 сентября. За неделю фильм собрал 2 833 051 гонконгский доллар.

## Восприятие
«Герои не плачут» были удостоены оценки в четыре балла из максимальных десяти от Джона Чарльза. В рецензии говорилось, что у фильма «практически нет сюжета», и в нём «немного вызывающих сочувствие персонажей», а также, что он «не демонстрирует изящества, которое характеризовало бы более поздние работы Ву». В своей книге Ten Thousand Bullets: The Cinematic Journey of John Woo Кристофер Хёрд отметил, что фильм был «далеко не так гладок, как более поздние фильмы [Ву], но в нём есть мрачная визуальная резкость, указывающая на то, что Ву знал направление, в котором он хотел бы двигаться».